# K-ness.
K-ness.（クネス、1974年4月16日 - ）は、日本の元男性覆面レスラー。本名：齋藤 誠（さいとう まこと）。東京都練馬区出身。最終所属DRAGON GATE。血液型B型。

## 来歴
アニマル浜口トレーニングジムでトレーニングを積む。
1995年、みちのくプロレスに入門、1996年4月23日、二戸市体育館大会で斎藤誠として対ウィリー・ウィルキンスJr.戦でデビュー。同期はGamma。同年、レッスル夢ファクトリーに移籍。
1999年2月6日、闘龍門JAPAN千種スポーツセンター大会に参戦。4月、リングネームをMAKOTOに改名。6月、闘龍門JAPANに移籍。12月、CRAZY-MAXに加入。
2000年6月4日、ワールド記念ホール大会で不仲を起こしたTARUとの敗者追放マッチに敗れて姿を消す。
2000年9月21日、石川産業展示館3号館大会で覆面レスラー「ダークネス・ドラゴン」として再登場。
2001年1月7日、M2Kに加入してドラゴン・キッドと抗争を繰り広げる。
2002年9月8日、有明コロシアム大会でキッドとのマスカラ・コントラ・マスカラに敗れてマスクを脱いで素顔を公開。11月2日、リングネームを覆面レスラー「K-ness.」に改名。一時は正規軍に所属していたが、それは斎藤了を引き込む為のスパイ行為であり、リーダーがマグナムTOKYOに替わったM2Kに再合流してDo FIXERを結成。
2003年以降は肩の怪我に悩まされて欠場を繰り返す。
2004年、DRAGONGATEの発足と同時にDo FIXERを離れて望月らとファイナルM2Kを結成。しかし椎間板ヘルニアを患い、2005年末のKING OF GATE出場を最後に長期欠場を宣言。2006年のワールド記念ホール大会で復帰したが、状態はまだ思わしくなく、継続して試合に出ることは出来なかった。
2006年12月にトップ戦線から一歩退いた形として再度復帰。また、ファイナルM2Kからの脱退と前後してDRAGON GATEの現場監督に就任する。それからは"ハリウッド"ストーカー市川等とコミカルな試合をするのがリング上での主な姿だった。しかし、体調が上向いてきたため、2007年8月に行われたタッグリーグ戦にドン・フジイと組んで出場。同時に第一線への復帰を宣言する。リーグ戦の結果は厳しかったが、9月に博多スターレーンで行われたトライアングルゲート選手権で勝利を収め、戴冠と共に完全復活をアピールした。現在は選手として活躍する傍ら、現場監督としても、冷静な判断と場を読む上手さと間をいかしたマイクアピールで、DRAGON GATEを統括している。
2009年12月20日に12月27日の福岡国際センターでのマスカラ・コントラ・カベジェラ金網マッチに出場予定だった負傷欠場中の斎藤了の代役として登場し、REAL HAZARDに加入した。その後、横須賀享とユニットを離脱（その後REAL HAZARADは分裂）。ユニットには属さずに横須賀享と「クネスカ」として活動。
2010年1月11日に最多防衛記録をかけた谷嵜なおきから勝利し、悲願のブレイブゲート奪取。設立者の一人だが、意外にも初戴冠であった。2月7日に博多スターレーンでPACから防衛を果たすも、2月27日の京都KBSホールでスペル・シーサーからベルトを奪われる。5月13日の後楽園ホールで横須賀享と共にツインゲートを奪取。第12代王者に輝いた。その後、4度の防衛に成功するが、土井成樹＆Gamma組に奪われてしまう。
2013年は1月17日に後楽園ホールでYAMATO、3月7日には鷹木信悟をシングルマッチで破り、CIMAが保持するオープン・ザ・ドリームゲート王座への挑戦を表明して4月4日に対戦するも敗れた。しかし、2013年内にDRAGON GATEの主要4大タイトル全てに挑んだ唯一の選手となり、このうちツインゲートとトライアングル・ゲートを獲得。
2014年12月3日、後楽園ホール大会でMAD BLANKEYの新メンバーを募集する土井ダーツで選ばれ加入。マスクを黄色と黒を基調にしたMBバージョンになり凶器として木槌を使用し始める。
2015年5月5日、MAD BLANKEYを追放される。しかし、5月8日、キング・オブ・ゲート戦で土井と試合をしていたCIMAを突然裏切り、MAD BLANKEYに再加入。6月3日、MAD BLANKEY vs 後楽園中学3年B組生徒会対抗戦でGammaから光の輪で勝利。その後、ブレイブゲートに挑戦表明。6月13日、戸澤の持つ、オープン・ザ・ブレイブゲート王座に挑戦するも敗北。8月16日、自身の所属するMAD BLANKEYとジミーズとの解散マッチを行う。最後は味方のYAMATOに塩を投げつけ、ジミーズのススムとのツープラトン技（須賀ドラニーなど）を出し最後はススムのジャンボの勝ち！でYAMATOが敗北し、自身の所属していたMAD BLANKEYが解散した。試合後ジミーズに加入。しかしこれに谷嵜が反発する（理由は試合中に問題龍にインプラントを決めようとした瞬間、いきなりBOX攻撃を2発も頭部に受け、最初にサイバーに負けた為）9月27日、クネスカとして初のタッグリーグ優勝に成功。10月8日、後楽園大会で因縁深まる谷嵜とシングルマッチを行い、勝利。試合後、なおも不貞腐れる谷嵜を当時欠場中のジミー・カゲトラが説得、一度は和解し、ジミーズトレインを行うがそこで谷嵜がカゲトラを襲撃する形でユニットを離脱した。
2017年8月17日、ジミーズが解散して無所属になりリングネームもK-ness.に戻った。
2021年12月28日の神戸大会で、翌年4月7日で引退を発表。
2022年4月7日、後楽園ホール大会にて現役を引退。

## 得意技
スピードとテクニックを併せ持った頭脳派プレーが特徴的。時には、タッグでの連係技が目立つこともある。

### フィニッシュ・ホールド
ダークネスバスター
クロスアームノーザンライトボム。現在はK-ness.のヘルニアの影響もあって使用機会が減っており、大一番でのみ使用する。現在は、吉岡勇紀がこれを継承している。
ダークネスボトム
ロックボトムと同じ技。ただし、最近では体を反転しないHエッジの形に近い。
ランニングスリー
延髄斬り
飛び上がるのではなく、K-ness.の場合はシャイニングウィザードの様に相手の足を使って駆け上がるように蹴るのが特徴である。蹴った後に「パンッ」と音が良く鳴る。
ユダ
ドラゴン・キッドのクリストを切り返すジャベ。コルバタで頭を挟まれる瞬間に相手の左足を右手で捕え、相手の右足を左膝裏に挟み、相手の左腕を左手で取って後方へ極める。名前の由来はキリストを裏切ったイスカリオテのユダから。吉野正人のフロムジャングルに対しても使用。
昇竜脚
アッパー気味のレッグラリアット。一回転して繰り出す派生技「竜巻昇竜脚」もある。現在は、藤原拓磨がこれを継承している。
D3（ダークネス・ドラゴン・ドライバー）
クロスアームライガーボム。TAKAみちのくのみちのくドライバーと同型。
ソル・ノチェセル
YOSSINOとの抗争で生まれたジャベ。吉野のソル・ナシエンテに対抗して作られ、腕を交差させてさらに足を脇で挟んでしまう相手の両手両足を極めるジャベである。極まってしまうと、完全に身動きが取れなくなるので無理矢理振りほどくしかない。「日の出」を意味するソル・ナシエンテに対して、ソル・ノチェセルは「日没」を意味する。吉野との抗争終了後からは使われなくなったが、2014年7月のブレイブゲート戦で久々に解禁した。
TAB
吉野のコウモリ（BAT）の逆さ読み。相手と背中合わせになった状態で、自分の足首を相手の太ももに引っかけ、相手を前屈みにさせて両腕を上方へ絞り上げる。ロープを挟んでの変形パロ・スペシャル。
ディテイン
D3のようなクラッチで相手を持ち上げ、そのまま腕のロックを外してシットダウンしつつ相手を後方にぶん投げる変形フェイスバスター。
介錯
バズソーキックと同型。仰向けになった相手の上半身を起こして相手の左側頭部を振り抜いた右足の甲で蹴り飛ばす。現在は、B×Bハルクがこれを継承している。
青き光
うつ伏せ状態の相手の両腕を首の前で交差させ、自分の体を相手の横に流しつつ、そのまま反り上げる。クロスアームジャストフェイスロックといった感じである。現在は、U-Tがこれを継承している。
光の輪
ローリングクラッチホールドとローリングクレイドルを合わせたような丸め込み技。ローリングクラッチホールドから、相手の脇に自分の両足を引っかけるように横方向に回転し、そのまま自分を中心に円を描くように1周回ったあと改めてエビ固めで丸め込む。一周してから丸め込む場合と、丸め込みながら一周する場合がある。現在のK-ness.の主なフィニッシュホールドである。この技はかつて抗争していた時にサイバー・コング対策で開発した技であることを浜松大会（2022・1・16）で明かした。こちらも、現在はU-Tと、H・Y・Oが継承している。

### フォール技
クイック
いわゆる丸め込み技。主に横十字固めが用いられる。名の通り丸め込みが素早い。また、丸め込みを返されても二重三重と連続で仕掛けることにより勝利する場合もある。

### 打撃技
ペスカド
トップロープの反動を利用してその場飛びでリング外に居る相手に放つボディアタック。
延髄切り
相手に向かって走り込み、右足を相手の左脇を蹴り込んで直後に左足で相手の後頭部を蹴る。

### 投げ技
バンパイアシザース
リング方向を向いて相手をコーナートップに座らせ自分は相手の肩に噛み付き、トップロープを踏み台にしてジャンプし相手の両肩に肩車するように跳び乗りアストロシザースで放り投げる。MAKOTO時代に使用していた技で長らく使用していなかったが、CIMAとのドリームゲート戦で久しぶりに解禁。現在はドラゴン・ダイヤが、技名は違えど、同じ技を継承している。

### 関節技
キャメルクラッチ
オーソドックスなタイプと、相手の顎を右腕で抱え、後ろに倒れ込み相手を大きく仰け反らせるタイプの2種類ある。

### 飛び技
コークスクリューセントーン
MAKOTO時代に使用していた技。一回捻りを加えたセントーン。

### 組み技
エースクラッシャー
MAKOTO時代に使用していた技。
スプリングボードスピニングニールキック
MAKOTO時代に使用していた技。エプロンサイドからトップロープに飛び乗り、反動を利用して放つ回転式踵蹴り。

### 合体技、その他
以下は横須賀享との合体技。クネスカパケットと呼ばれる。
ジャンボの脚
横須賀のジャンボの勝ちとK-ness.の昇竜脚との合体技。
須賀ドラニー
カナディアンバックブリーカーに抱え上げた相手にK-ness.がコーナーからニー・ドロップを落とし、その勢いでカナディアンハンマーに移行する技。
セルフサービスボム
相手を1人持ち上げてそのまま相手パートナーにパワーボムの形で抱えさせ、そのままパワーボムにいかせる技。双方にやらせると「二名様御案内」となる。相手に「味方を攻撃してしまった」という錯覚を起こさせ、精神的動揺を招く。
ボトムとプレス
∞の光
二人できめる青き光。クロスした腕を左右から引っ張り上げる。
ジャンボの輪!
ススムがジャンボの勝ち!を放ち、ススムはフォールに入らずK-ness.が光の輪を放ち、フォールを奪う技。

## タイトル歴
DRAGON GATE
- オープン・ザ・ブレイブゲート王座 : 1回（第16代）
- オープン・ザ・ツインゲート王座
  - 第12代（パートナーは横須賀享）
  - 第28代（パートナーはドラゴン・キッド）
- オープン・ザ・トライアングルゲート王座
  - 第16代（パートナーは望月成晃、ドン・フジイ）
  - 第41代（パートナーは望月成晃、ジミー・ススム）
- Summer Adventure Tag League優勝
  - 2015年（パートナーはジミー・ススム）

闘龍門JAPAN
- NWA世界ウェルター級王座 : 1回（第51代）
- UWA世界6人タッグ王座
  - 第20代（パートナーは望月成晃、望月享）
  - 第23代（パートナーは望月享、神田裕之）

## リングネーム
斎藤誠が用いたことがあるリングネーム。
斎藤誠（本名）
MAKOTO
素顔にペイント。
ダークネス・ドラゴン
ウルティモ・ドラゴンもしくはドラゴン・キッドを模した黒いマスク。
K-ness.
現在使用中のリングネーム。マスク側頭部の「龍」の部分が十字架に変更されるなど、ドラゴンからは独立したキャラクターになる。その後、イメージカラーを青に変更。アニマル浜口道場からの友人である吉江豊が参戦したときは、吉江のカラーに合わせてピンク色のコスチュームだった。
ターボness.
ジミー・クネスJ.K.S.
ジミーズ時代のリングネーム。
スモー・クネスS.K.S.
スモーズの時に使用。

## エピソード
- ダークネス・ドラゴンからK-ness.に改名するきっかけはM2K時代の仲間であるチョコフレークK-ICHIがアダ名で呼んでいたことに由来する。
- YOSSINOとの抗争でYOSSINOの新技に「白夜」と名付けたり、公式掲示板で時折詩を書く等ポエットとしても知られる。
- かなりのゲーマーで、新幹線での移動中などはPSPなどで時間を潰している。
- かなりのドラゴンボール好きであり、自宅にはレアフィギュアなどを数え切れないほど所有している。
- 現場監督というポジションのため、試合後、選手に呼ばれて「こいつとの試合を組んでくれ」と要望されることが多々あるが、その際、「いいよ」と即座に軽く答えることがある。
- オープン・ザ・ブレイブゲート王座の提唱者の1人。
- かなりの酒豪であるが現在は節制中。2007年に入ってからのコンディションの向上は禁酒によるものとも言われる。
- たびたび若手お笑い女芸人の合コンの話で出てくる（合コンの時もマスクを被っていると言う話）。
- Gammaとは、みちのくプロレスで同日にデビューした同期。犬猿の仲だったが、2011年にはタッグを結成してオープン・ザ・ツインゲート王座に挑戦している。
- 初期の頃は、相手への返し技に力を注いでいた。そのため、ドラゴン・キッドや吉野正人をはじめとする数々の返し技がある。
- スペル・シーサーのヨシタニックを返した選手の1人である。
- マスクやコスチュームは当時放送中の仮面ライダーに似せている。
- 年末恒例の土井ダーツで出場選手に選ばれることが非常に多い。